# Neoctenus
Genre
Synonymes
- Tunabo Chamberlin, 1916

Neoctenus est un genre d'araignées aranéomorphes de la famille des Trechaleidae.

## Distribution
Les espèces de ce genre se rencontrent au Brésil, au Guyana et au Pérou.

## Liste des espèces
Selon World Spider Catalog (version 17.0, 25/04/2016) :
- Neoctenus comosus Simon, 1897
- Neoctenus eximius Mello-Leitão, 1938
- Neoctenus finneganae Mello-Leitão, 1948
- Neoctenus peruvianus (Chamberlin, 1916)

## Publication originale
- Simon, 1897 : Histoire naturelle des araignées. Paris, vol. 2, p. 1-192 (texte intégral).